# Станишич, Йовица
Йовица Станишич (серб. Јовица Станишић, Jovica Stanišić, 30 июля 1950, Ратково, Сербия, Югославия) — югославский деятель спецслужб черногорского происхождения, возглавлял Управление государственной безопасности СРЮ — тайную полицию, выполнявшее личные указания Слободана Милошевича.

## Суд
Станишич был обвинен Международным трибуналом по бывшей Югославии в преступлениях против косовских албанцев в ходе косовского конфликта 1999 года, а также в проведении специальных операций на территории Хорватии и Боснии и Герцеговины.
Между тем, ЦРУ признало, что Станишич был его агентом и способствовал установлению мира в регионе.. В мае 2013 года Станишич и его заместитель Франко Симатович были оправданы Международным трибуналом по бывшей Югославии. В декабре 2015 года апелляционная инстанция трибунала отменила оправдательный приговор и направила дело на новое рассмотрение в первой инстанции. Позднее Станишич по состоянию здоровья был выпущен на свободу для лечения.